# Аффиле
Аффиле (итал. Affile) — коммуна в Италии, расположена в области Лацио, подчинена административному центру Рим (провинция).
Население составляет 1688 человек (2001), плотность населения составляет 112 чел./км². Занимает площадь 15,03 км². Почтовый индекс — 21. Телефонный код — 00774.
Покровительницей города почитается святая Фелицата Римская, празднование 23 ноября.
11 августа 2012 года в городе был открыт мемориал маршалу Родольфо Грациани, одному из ближайших сподвижников Муссолини. Однако это вскоре за этим последовали демонстрации возмущённой общественности, а сам памятник был повреждён и покрыт граффити. В 2017 году мэр города Эрколе Вири и два его советника инициировавшие строительство монумента, были приговорены к тюремному заключению на шесть месяцев за героизацию фашизма.